# Reverse graffiti

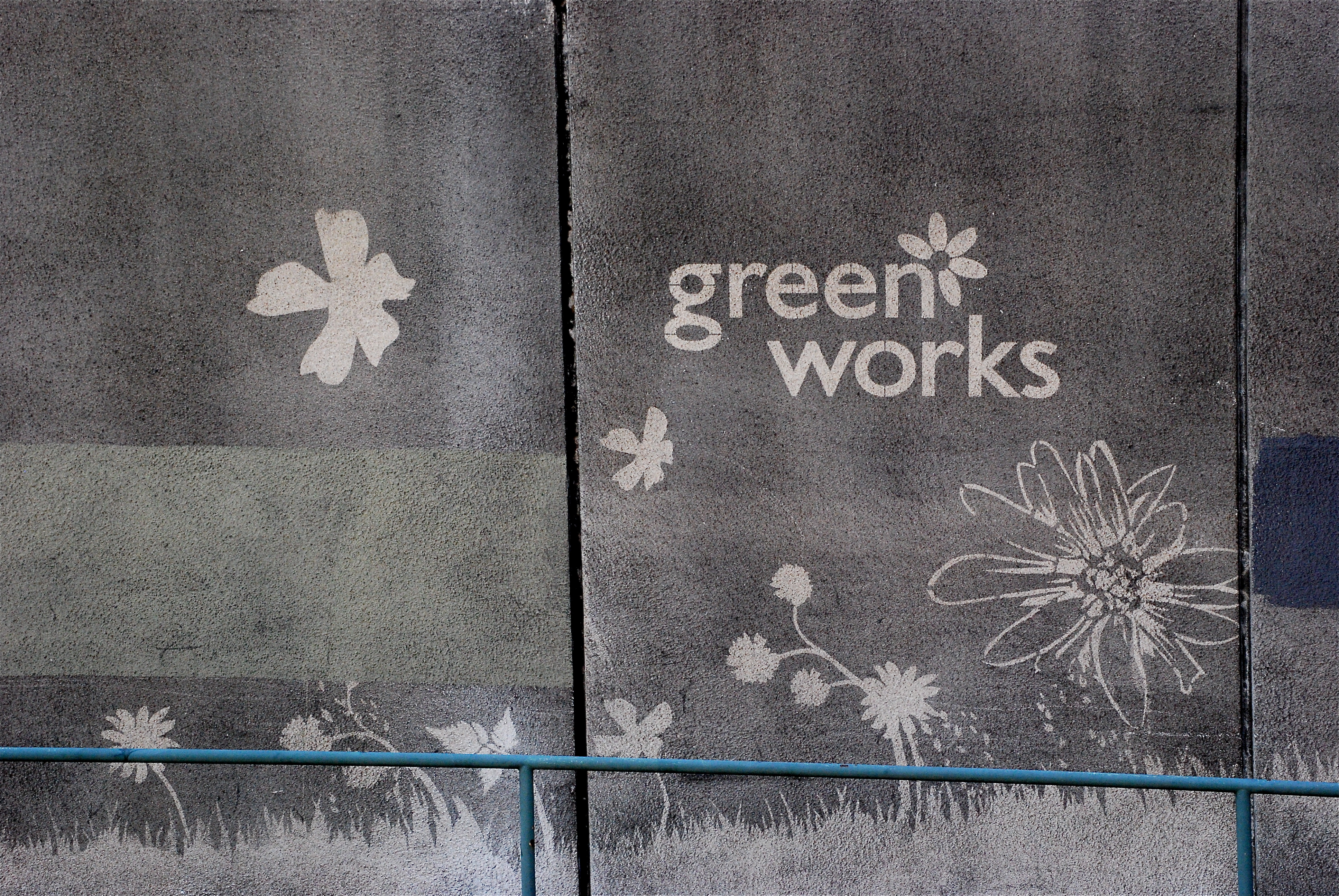
Reverse graffiti v San Franciscu, CA.

Reverse graffiti (česky obrácené graffiti, zelené graffiti, čistý tag, eco-tag nebo čistá reklama) je způsob vytváření dočasných obrazů na zdi nebo jiné podklady odstraněním špíny z daného povrchu. Často se tak provádí odstraněním špíny či prachu pomocí konečků prstů z oken nebo jiných špinavých povrchů, např. nápisem 'umyj mě' na zaprášená vozidla. Jiní, jako např. umělec Moose, používají látku nebo vysokovýkonný čistič pro odstraňování špíny ve velkém měřítku.
Reverse graffiti je forma street artu. Dalšími známými umělci jsou např. Banksy nebo Alexandre Orion.
Reverse graffiti jsou považovány za šetrné k životnímu prostředí, neboť jsou dočasné a při jejich výrobě není použit papír, inkoust ani chemikálie.
Technika je používána také pro komerční účely, jako forma reklamy. Konkrétně jde o originální způsob tzv. out-of-home advertising. Obchodníci ji nazývají čisté graffiti nebo čistá reklama. V minulosti své produkty takto inzerovali např. Microsoft nebo Smirnoff.

## Galerie

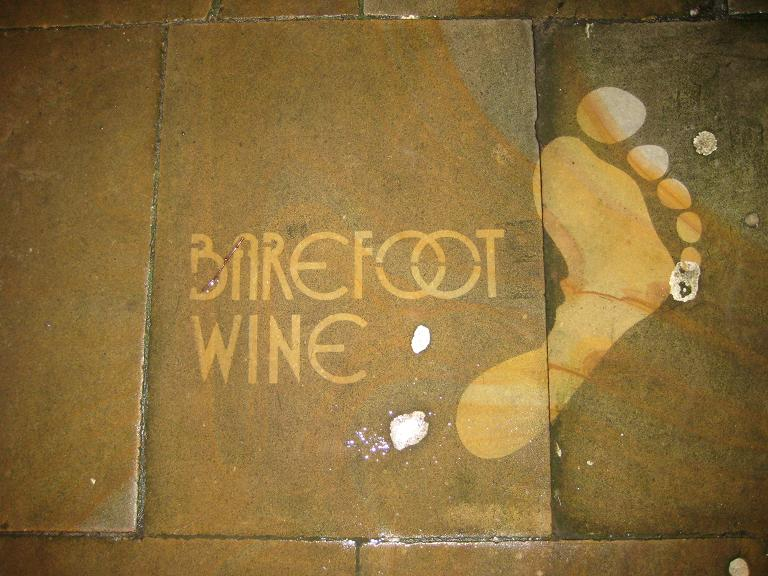
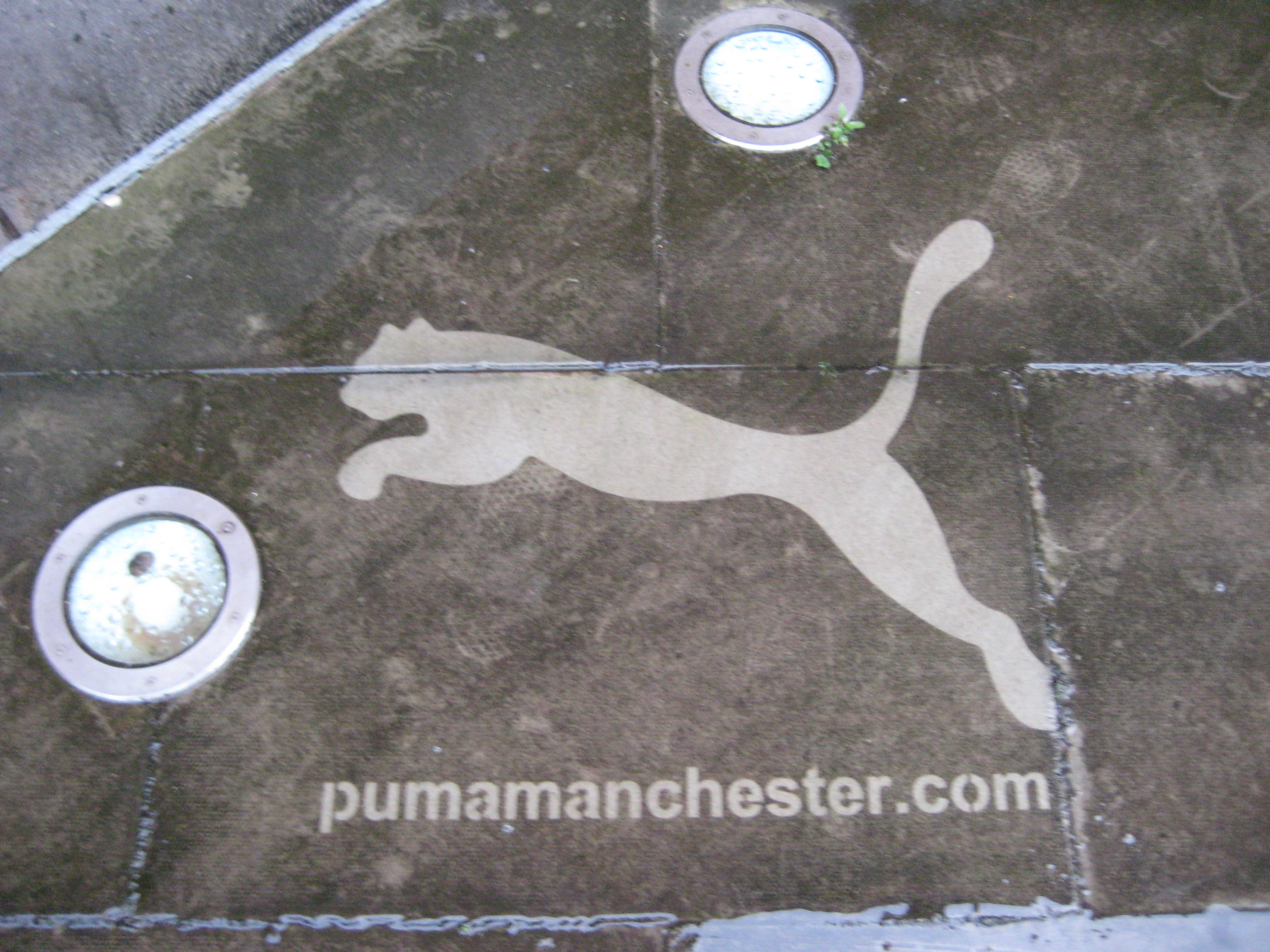
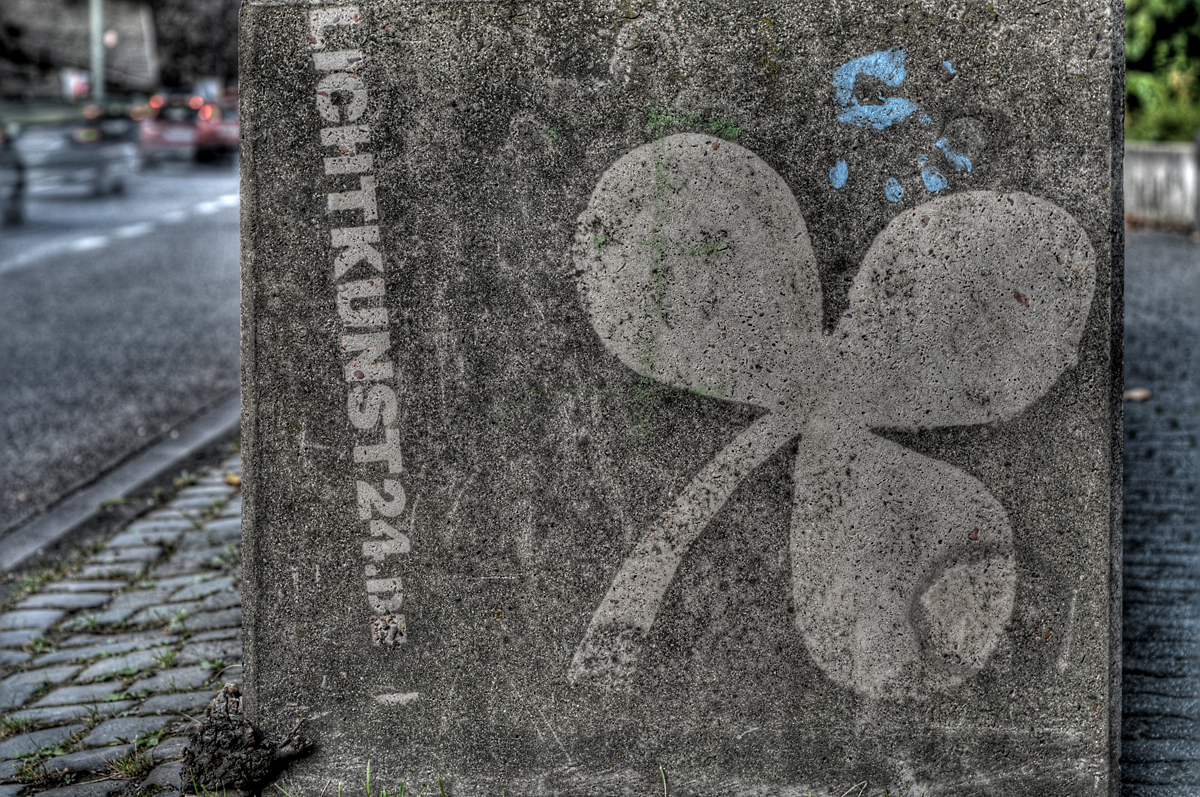
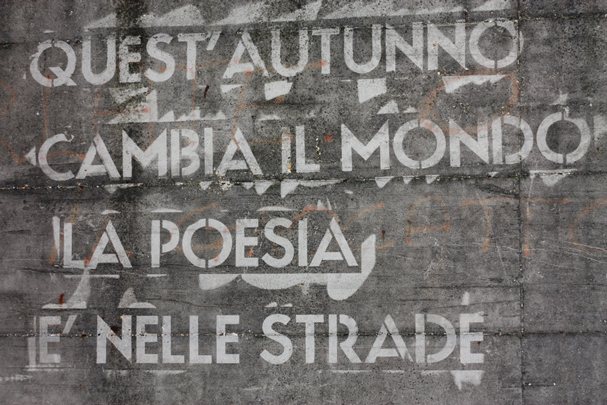